# Ana Maria Popescu

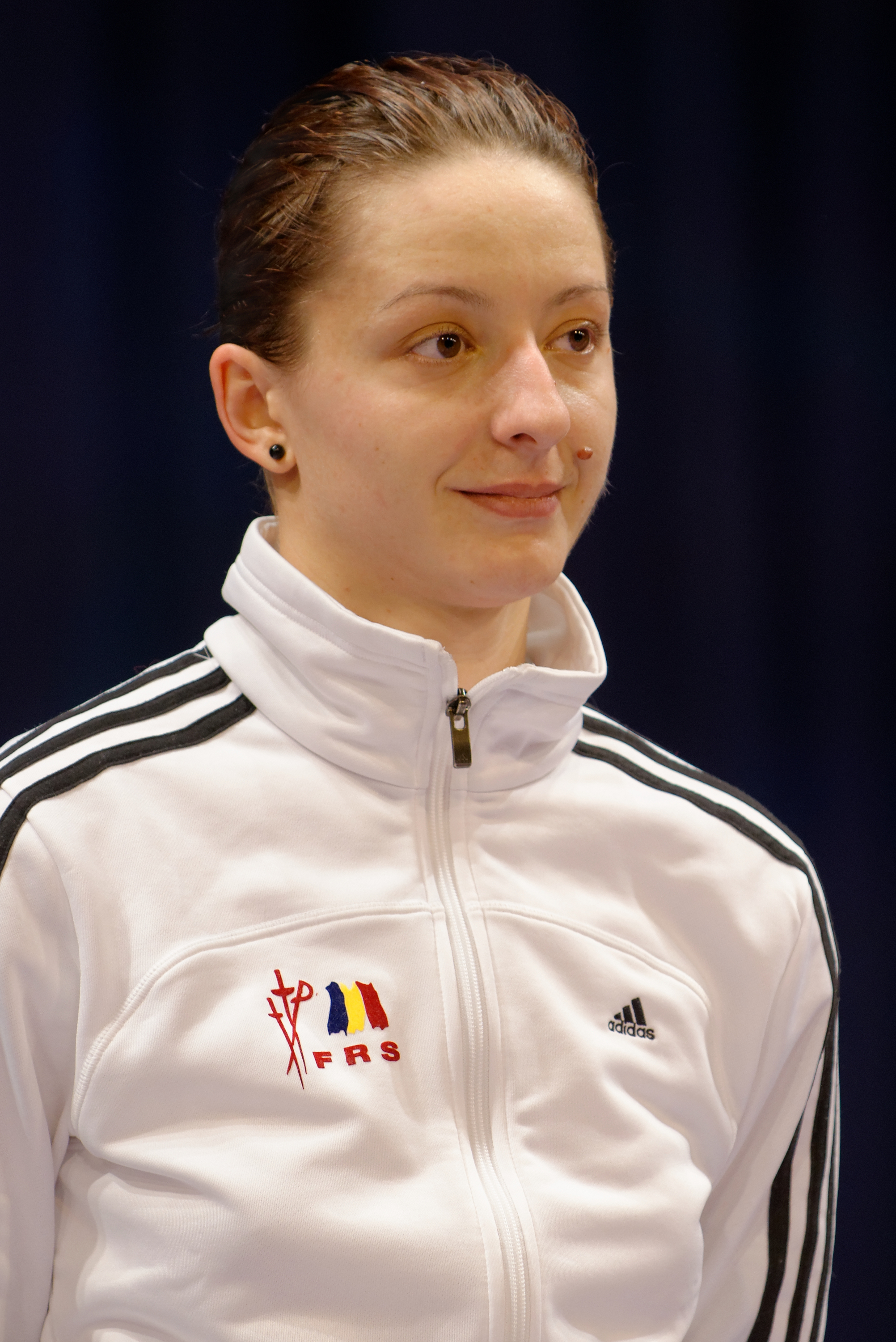
Challenge International de Saint-Maur 2013

Ana Maria Florentina Popescu, geb. Brânză, (* 26. November 1984 in Bukarest) ist eine rumänische Degenfechterin, olympische Goldmedaillengewinnerin und zweifache Weltmeisterin.
Ana Maria Brânză wurde bei den Weltmeisterschaften 2002 in Lissabon Dritte im Einzelwettbewerb und erreichte damit für lange Zeit ihr bestes Ergebnis in internationalen Wettbewerben. Bei den Olympischen Spielen 2004 in Athen kam sie ins Achtelfinale und belegte am Ende Rang 16. Bei der Weltmeisterschaft in Leipzig im Jahr 2005 kam Brânză bis ins Viertelfinale und wurde am Ende Sechste. Ein Jahr später wurde sie Fünfte bei der WM in Turin und wurde zudem Vierte mit der Mannschaft, mit der sie dann in Izmir Mannschaftseuropameisterin wurde. 2007 verlief die WM nicht gut für die Rumänin. In St. Petersburg erreichte sie im Einzel nur Platz 21, mit der Mannschaft wurde sie Zehnte.
In die Erfolgsspur fand Brânză 2008 zurück. In Kiew gewann sie bei den Europameisterschaften die Silbermedaille und wurde mit der Mannschaft Europameisterin. Die Erfolge setzten sich bei den Olympischen Sommerspielen 2008 in Peking fort. Nach Siegen über Megumi Harada, Ljubow Schutowa und der späteren Bronzemedaillengewinnerin Ildikó Mincza-Nébald unterlag sie erst im Finale der Deutschen Britta Heidemann mit 11-15. Am Ende der Saison war sie Weltcup-Gewinnerin.

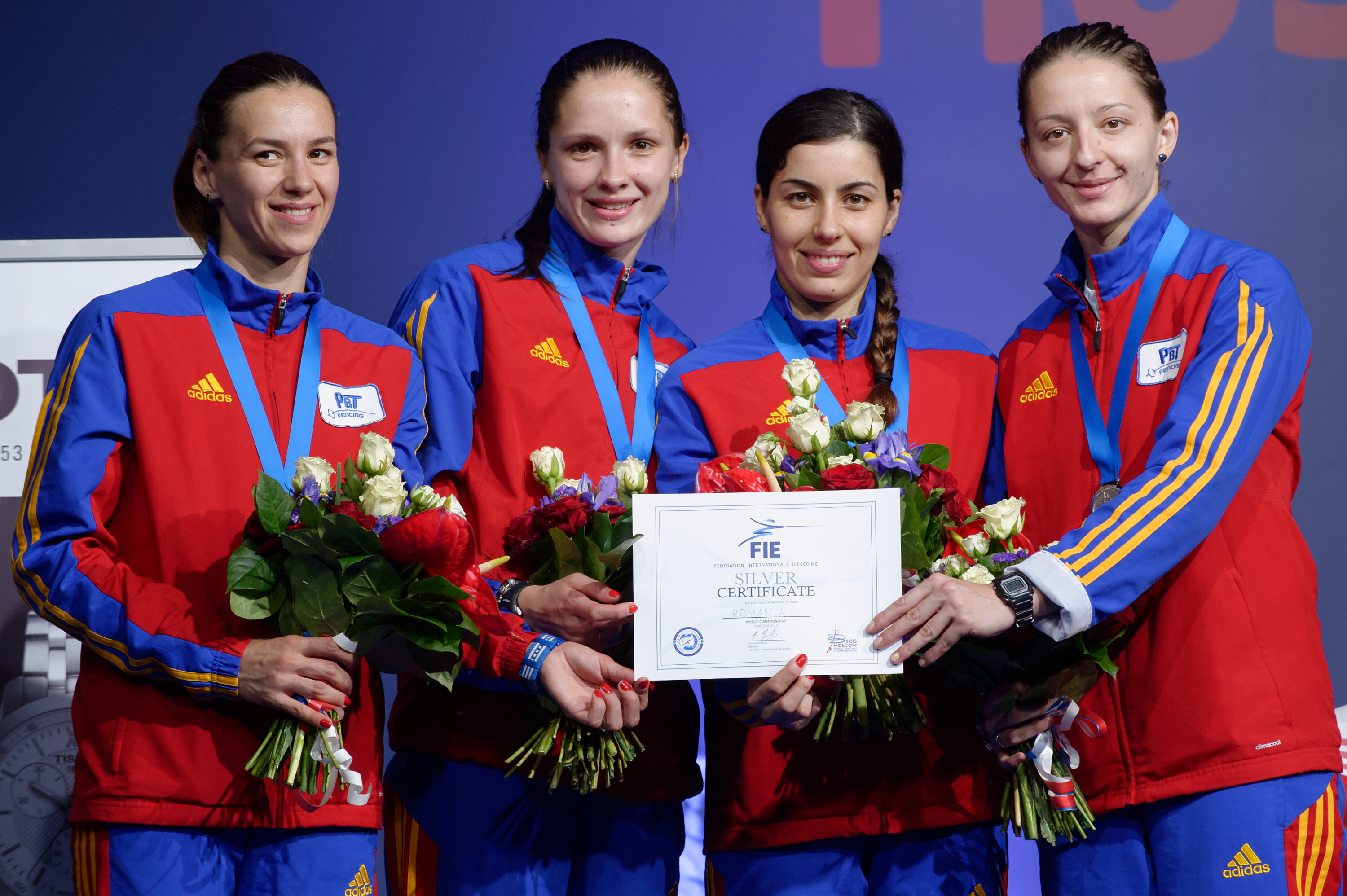
Popescu (rechts), mit der rumänischen Vizeweltmeistermannschaft 2015

2009 wurde sie in Plowdiw Mannschaftseuropameisterin, 2010 in Paris Mannschaftsweltmeisterin.
Im Jahr 2011 errang sie bei den Europameisterschaften in Sheffield und auch bei den Weltmeisterschaften in Catania jeweils Bronze im Einzel und Gold mit der Mannschaft. 2012 wurde es bei der Europameisterschaft in Legnano Silber mit der Mannschaft. Bei den Olympischen Spielen in London schied sie mit der Mannschaft gegen die späteren Silbermedaillengewinnerinnen aus Südkorea aus und erreichten den sechsten Platz, im Einzel verlor sie gegen die spätere Gewinnerin Jana Schemjakina und erreichte den elften Platz. 2013 wurde sie in Zagreb Einzeleuropameisterin und errang Silber mit der Mannschaft, bei den Weltmeisterschaften in Budapest holte sie mit der Mannschaft Bronze. 2014 gewann sie in Straßburg mit der Mannschaft die Europameisterschaft.
2015 gewann Brânză mit der Mannschaft die Europameisterschaft und holte Silber bei der Weltmeisterschaft in Moskau. Im August heiratete sie Pavel Popescu. Bei den Europameisterschaften 2016 gewann sie Silber im Einzel und Bronze mit der Mannschaft. Bei den Olympischen Spielen 2016 wurde Popescu mit der rumänischen Degenmannschaft Olympiasiegerin. Bei den 2021 ausgetragenen Olympischen Spielen 2020 in Tokio gewann Popescu in der Einzelkonkurrenz die Silbermedaille.